# GECO Tonwaren
GECO Tonwaren ist ein Musiklabel und Vertrieb des österreichischen Verlags Hoanzl. Es spezialisiert sich auf den Alternative-Bereich, veröffentlicht aber auch Popmusik-Alben und Kabarett-Hörspiele. In den 1990er- und 2000er-Jahren war das Label von Christoph Moser geprägt, der österreichische Musik bewusst förderte. 

## Künstler (Auswahl)
- Texta
- Rückgrat
- Erste Allgemeine Verunsicherung
- Harri Stojka
- Alfred Dorfer
- Die Landstreich
- Robert Riegler
- Café Drechsler
- Stermann & Grissemann
- Josef Hader
- Poxrucker Sisters